# 日の出山瓦窯跡
座標: 北緯38度30分53秒 東経140度48分12秒 / 北緯38.51472度 東経140.80333度
日の出山瓦窯跡（ひのでやまかわらがまあと）は、宮城県加美郡色麻町にある奈良時代の遺跡。1976年3月31日に国の史跡に指定された。

## 位置
陸奥国の国府と鎮守府が置かれた多賀城の創建瓦を製作した瓦窯の跡である。大崎平野の南部を流れる鳴瀬川の南岸、通称日の出山という標高76.4メートルの丘陵に位置する。多賀城と密接に関連し、東北の古代史を解明するうえで重要な遺跡である。瓦の供給先であった多賀城は、直線距離で南南東に25キロメートル離れている。

## 瓦の供給先
日の出山瓦窯の瓦は、多賀城のほか、多賀城廃寺、色麻町の一の関遺跡、加美町の城生柵・菜切谷廃寺・東山官衙遺跡、大崎市の名生館官衙遺跡・伏見廃寺などにも供給されていた。なお、多賀城の瓦は他に木戸瓦窯、大吉山瓦窯（ともに大崎市）でも焼成されていた。
本瓦窯では軒丸瓦、軒平瓦、丸瓦、平瓦が生産されている。このうち軒丸瓦と軒平瓦の文様が創建期多賀城使用瓦と同型式であることが早くから注目されていた。軒丸瓦は八弁重弁蓮花文で、面径18センチメートル。中房の蓮子は中央に1、周囲に4ある。面径の小さいことと、中房が凹むことが特色である。軒平瓦はヘラ描きで二重弧文を表し、顎部には鋸歯文を表す。
多賀城の変遷は以下のように4期に区分される。このうち、II期以降の瓦は多賀城近くで生産されているのに対し、I期の瓦は日の出山を含む大崎平野の瓦窯で製作されていた。
- I期 - 神亀元年（724年）大野東人による創建
- II期 - 天平宝字6年（762年）藤原朝狩による大修理
- III期 - 宝亀11年（780年）伊治呰麻呂の焼打からの復興
- IV期 - 貞観11年（869年）貞観地震からの復興

## 窯跡（A地点）
日の出山で創建期多賀城に使用されているのと同じ型の瓦が出土することは古くから知られ、すでに1954年には内藤政恒が「多賀城古瓦草創年代考」という論考を発表している。1969年、土地所有者が開墾のためにブルドーザーを入れて掘削したところ、大量の瓦が出土したため、工事を中止し、宮城県教育委員会が緊急に調査を行ったものである。
遺跡の範囲は東西1.5キロメートル、南北1キロメートルに及び、窯跡は6地点に存在することがわかっている（A地点 - F地点と称す）。このうちA地点とC地点については発掘調査が実施され、F地点については磁器探査と試掘が行われている。他の3地点については開墾により原型を損なっているとみられ、本格的調査は実施されていない。上述の1969年に調査が行われたのはA地点で、国の史跡に指定されたのはA地点のみである。
A地点は遺跡の東側で、丘陵の南西斜面に7基の地下式窖窯（あながま）が築かれている。うち北西端が1号窯で、以下、3号から8号までの番号が付されている（2号は欠番）。なお、調査時点で2号窯とされていたものは、凹地に黒色土と瓦片が堆積したもので、窯跡ではないことがわかった。
各窯は積石などの工作をせずに地山を素掘りして焚口、燃焼室、焼成室、煙道を造ったものである。燃焼室は平坦で、焼成室は緩斜面となるが、両者の間には明確な段差を設けず、焼成室内にも階段はない。8号窯のみ規模が小さいが、他の6基は、全長が5メートル強、幅が1メートル内外の規模である。1号窯と4号窯は前庭部に排水溝を設ける。3号窯は窯としての役目を終えた後、貯蔵場所として使用され、内部に平瓦が貯蔵されていた。8号窯は全長2.6メートルと小さく、この窯のみ、もっぱら須恵器を焼成していた（他の6基は瓦を主として一部須恵器も焼成）。

## 窯跡（C・F地点）
A地点以外で調査済みの窯跡の概要は以下のとおりである。
C地点は遺跡の中央部西寄りの丘陵南麓に位置し、窯跡7、竪穴式建物跡14が確認されている。窯跡は1基が半地下式であるほかは地下式である。
F地点は遺跡の中央部南寄りに位置する。東斜面に4、西斜面に3の窯跡があり、すべて地下式である。また西斜面には竪穴式建物跡５が確認されている。C・F地点で確認された竪穴式建物跡は、工房等の瓦製造関連施設とみられる。